# Thalia (librairie)

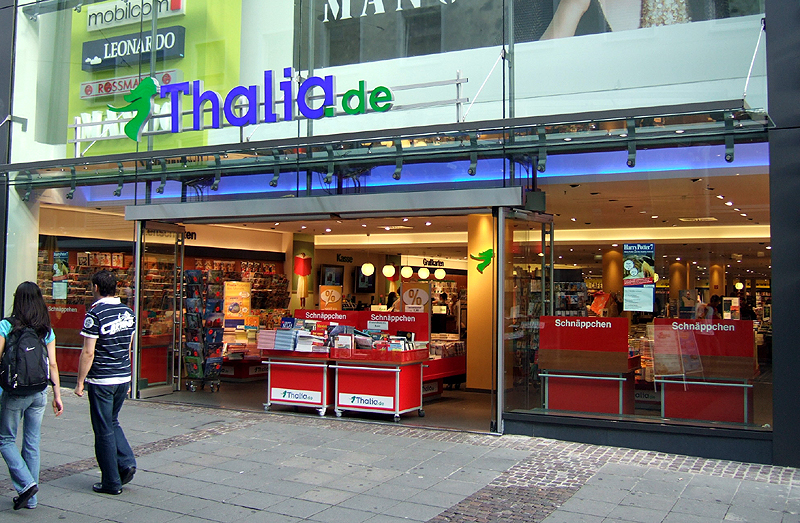
Un magasin à Darmstadt

Thalia est une chaîne de magasins de livres allemande basée à Hambourg comptant, en 2013, 283 magasins dont 58 en Autriche et en Suisse.
En 2013, Thalia a fusionné avec la chaîne de libraire zurichoise Orell Füssli (de).